# Semanotus nigroalbus
Semanotus nigroalbus là một loài bọ cánh cứng trong họ Cerambycidae.